# Anleitung zur Berechnung von Lärmschutzbereichen
Die Anleitung zur Berechnung von Lärmschutzbereichen (AzB) legt gemäß dem Gesetz zum Schutz gegen Fluglärm in der Fassung der Bekanntmachung vom 31. Oktober 2007 (BGBl. I S. 2550) das Verfahren zur Berechnung der Lärmschutzbereiche fest.
Die Berechnung erfolgt auf der Grundlage der mit der „Anleitung zur Datenerfassung über den Flugbetrieb (AzD)“ eingeholten Daten über Art und Umfang des voraussehbaren Flugbetriebs des Flugplatzes. Diese Daten werden in der AzB als Datenerfassungssystem (DES) bezeichnet.
Die AzB ist für folgende Flugplatzarten anzuwenden:
1. Verkehrsflughäfen mit Fluglinien- oder Pauschalflugreiseverkehr,
2. Verkehrslandeplätze mit Fluglinien- oder Pauschalflugreiseverkehr und mit einem Verkehrsaufkommen von über 25 000 Bewegungen pro Jahr; hiervon sind ausschließlich der Ausbildung dienende Bewegungen mit Leichtflugzeugen ausgenommen,
3. militärische Flugplätze, die dem Betrieb von Flugzeugen mit Strahltriebwerken zu dienen bestimmt sind,
4. militärische Flugplätze, die dem Betrieb von Flugzeugen mit einer höchstzulässigen Startmasse von mehr als 20 t zu dienen bestimmt sind, mit einem Verkehrsaufkommen von über 25 000 Bewegungen pro Jahr; hiervon sind ausschließlich der Ausbildung dienende Bewegungen mit Leichtflugzeugen ausgenommen. Darüber hinaus sollen gemäß § 4 Abs. 8 des Gesetzes zum Schutz gegen Fluglärm auch für andere als die vorstehend genannten Flugplätze Lärmschutzbereiche festgesetzt werden, wenn es der Schutz der Allgemeinheit erfordert. Auch hierfür ist die AzB zu verwenden.